# 宮本延人
宮本 延人（みやもと のぶひと、1901年2月8日 - 1988年7月12日）は、日本の民俗学者。

## 経歴
1901年、長野県上田市に生まれる。9歳の時に家族とともに東京に移り住んだ。1928年に慶應義塾大学文学部史学科卒業後、台湾に渡り、台北帝国大学で民俗学の講師をしながら台湾原住民の研究を行い、現在の台湾原住民に関する学問的基礎を築いた。1943年、京城帝国大学に転任し、人文科学研究所の助教授に就任した。
戦後は中華民国政府に請われて台湾に残り、台湾大学の教授を務めた。1948年に日本に帰国。その後は東海大学教授として文学部長など要職を歴任した。1972年に退官し、1975年に名誉教授となった。1988年に死去した。

## 著作
- 『台湾高砂族系統所属の研究』移川子之蔵・宮本延人・馬淵東一共著、台北帝国大学、1935年。
- 『人類と文化』東京教学社、1964年。
- 『バリ島の研究 第二次東南アジア稲作民族文化総合調査報告』東海大学出版会、1968年。
- 『人類の歩み』東海大学出版会、1971年。
- 『台湾の民族と文化』六興出版、1987年。
- 『日本統治時代台湾における寺廟整理問題』台湾事情勉強会・榕樹之会編、天理教道友社、1988年。

## 参照
- 「現代物故者事典 1983∼1987」日外アソシエーツ 1988